# Pimenta Bueno
Pimenta Bueno este un oraș în Rondônia (RO), Brazilia.